# Dawuhan (Poncokusumo)
Dawuhan is een bestuurslaag in het regentschap Malang van de provincie Oost-Java, Indonesië. Dawuhan telt 6254 inwoners (volkstelling 2010).